# Axiochos
Axiochos (en grec Ἀξίοχος / Axíochos) est un dialogue du pseudo-Platon sur la mort. Le dialogue date du Ier siècle av. J.-C.

## Personnages du dialogue
- Socrate
- Axiochos, oncle du général Alcibiade

## Dialogue
L’Axiochos est l'un des courts dialogues socratiques apocryphes, que les manuscrits joignent aux œuvres de Platon. Un dialogue d'Eschine de Sphettos, proche de Socrate et auteur de dialogues philosophiques, porte le même titre.

## Prologue
Socrate marche le long de la rivière Ilissós à Athènes en direction du palestre Cynosarge, quand Clinias, accompagné du maître de musique Damon d'Oè, l'un des maîtres de Platon, et de Charmide vient lui annoncer que son père, l’homme politique athénien Axiochos, va mourir. En philosophe, Socrate développe une argumentation pour ne pas craindre la mort et narre un mythe raconté par le mage perse Gobryas. Les arguments de Socrate une fois développés, Axiochos va mieux, redevient serein, Socrate le quitte et reprend sa route.

## Les arguments
- Premier argument (365d-366b) : Le corps de l’homme n’est source que de peines, et l’homme n’existe que par son âme.
- Deuxième argument (366d-369b) : La vie ne vaut pas la peine que l'on s'y attache ; les dieux par ailleurs s'empressent d'en délivrer au plus vite ceux qu’ils aiment le plus. Socrate dit tenir cet argument du sophiste Prodicos de Céos.
- Troisième argument (369b-d) : La mort ne peut affliger ni les vivants, qui ne la connaissent pas, ni les morts, qui ne la ressentent pas. Socrate dit également tenir cet argument de Prodicos de Céos.
- Quatrième argument (370b-e) : L’être humain s’associe à l’immortalité de son âme par ses réalisations, et non ses possessions.

Même si le style est soigné et l’argumentation de qualité, l’Axiochos est clairement inauthentique ; les arguments sont issus de différentes doctrines philosophiques :
- cyniques (366b-d)
- épicuriens (365d-e, 369b-370b)
- stoïciens (370-b-d)
- platoniciens (371a-372a)

Le dialogue relève de la consolation, genre littéraire hybride qui tient à la fois de la lettre de condoléances à l’occasion de la mort de quelqu’un et du traité de morale pratique autour du thème de la mort.

## Citations
- L’Iliade d'Homère est cité trois fois :
  - « Car les dieux ont filé aux malheureux mortels
Une vie de douleur »[5]
  - « L’homme est le plus misérable des êtres
Qui respirent ou rampent sur la terre »[6]
  - « Celui qui est cher à Zeus et à Apollon
Ne parvient pas au seuil de la vieillesse »[7]
- Une citation d’Épicharme : « Une main lave l’autre »[8],
- Une citation approximative de Bias de Priène : « marin qui traverse tant de périls, et n’est ni parmi les morts ni parmi les vivants » [9],
- Une citation approximative de Prodicos de Céos : « La mort ne concerne ni les vivants ni les morts »[10],
- Un vers de la pièce Cresphontès du poète Euripide est cité : « Plaignons le nouveau-né des maux dans lesquels il va entrer »[11]